# Moinelette d'Oustalet
Espèce
Statut de conservation UICN

 LC  : Préoccupation mineure
La Moinelette d'Oustalet (Eremopterix signatus) est une espèce de passereaux de la famille des Alaudidae.

## Répartition

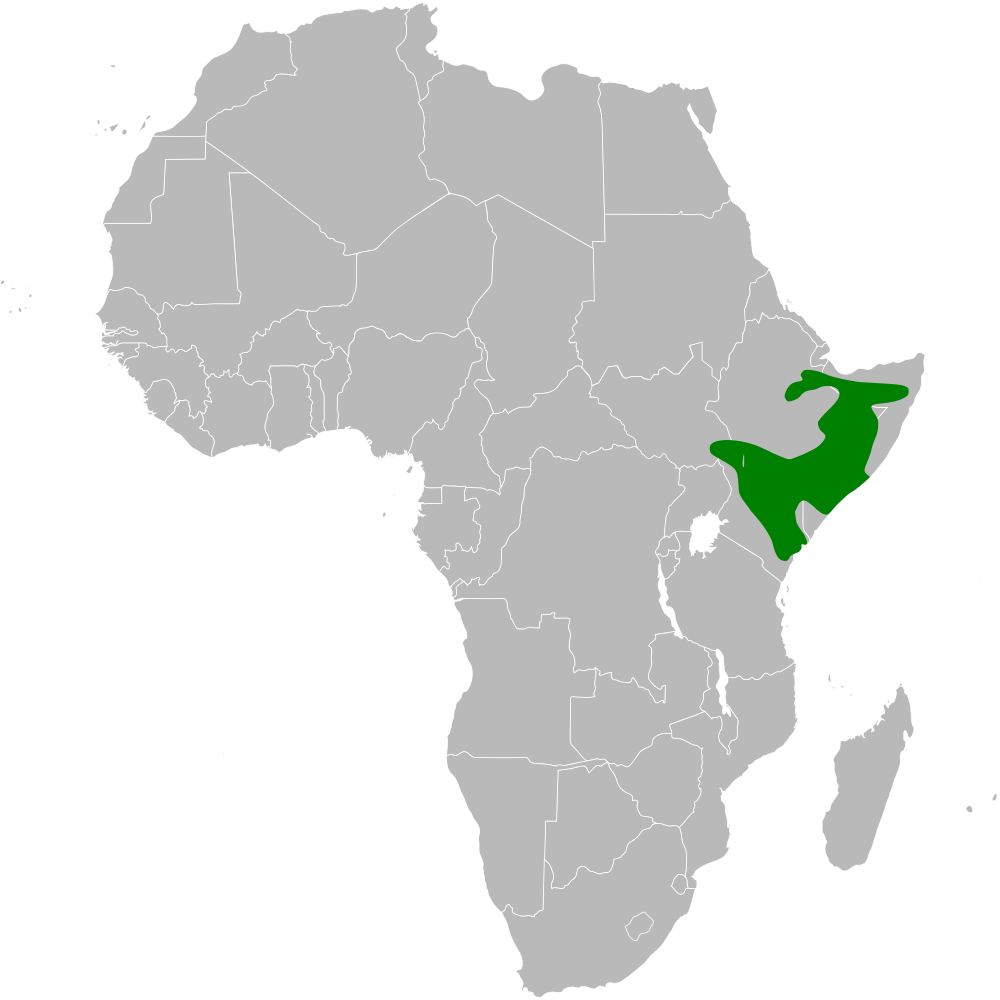
Répartition de l'espèce Eremopterix signatus.

Cet oiseau vit en Afrique de l'Est et du Nord-Est : Soudan, Kenya, Éthiopie et Somalie.

## Habitat
Ses habitats naturels sont les arbustaies subtropicales ou tropicales, les prairies subtropicales ou tropicales et les déserts chauds.

## Comportement
Cet oiseau se rencontre généralement par paires ou de petits groupes jusqu'à une quarantaine d'oiseaux, souvent autour de trous d'eau. Il vole bas au sol et peut chanter en vol ou en se tenant debout sur le sol.

## Liste des sous-espèces
Selon GBIF (23 septembre 2024) :
- Eremopterix signatus harrisoni (Ogilvie-Grant, 1900) - Sud-Est du Soudan, Nord-Ouest du Kenya
- Eremopterix signatus signatus (Oustalet, 1886) - Sud et Est de l'Éthiopie, Somalie, Est du Kenya

## Systématique
Le nom valide complet (avec auteur) de ce taxon est Eremopterix signatus (Oustalet, 1886).
L'espèce a été initialement classée dans le genre Pyrrhulauda sous le protonyme Pyrrhulauda signata Oustalet, 1886.
Ce taxon porte en français les noms vernaculaires ou normalisés suivants : Moinelette d'Oustalet, Alouette-moineau d'Oustalet,.